# اوجائین
شهر اوجائین (به انگلیسی: Ujjain) با جمعیت ۴۸۳٫۳۳۶ نفر در ایالت مادایا پرادش در کشور هند واقع شده‌است.
اجین (Ujjain) (تلفظ: /uːˈdʒeɪn/، هندی: [ʊd͡ːʒɛːn̪]، نام قدیمی: اوانتیکا [अवंतिका]) یا «اوجّیَینی»، شهری است در ناحیه اجین، در ایالت مادیا پرادش هند. این شهر پنجمین شهر بزرگ ایالت از نظر جمعیت است و هم‌زمان مرکز اداری و مذهبی ناحیه و بخش اجین به شمار می‌رود. اجین یکی از مراکز زیارتی هندوها و یکی از هفت شهر مقدس «سپتا پوری» است که به‌خاطر برگزاری جشن کومب ملا (سیمهاستا) هر ۱۲ سال یک‌بار شهرت دارد. معبد باستانی و جهانی مشهور «ماهاکالشور جیوتیرلینگا» در مرکز این شهر واقع شده است. اجین از زمان ماهاجاناپاداهای باستان تا دوره استعمار بریتانیا یکی از مراکز مهم تجاری و سیاسی شبه‌قاره هند بوده است.
این شهر باستانی در ساحل شرقی رود شیپرا قرار دارد و برای قرن‌ها مهم‌ترین شهر فلات مالوا در مرکز هند بوده است. حدود ۶۰۰ سال پیش از میلاد، اجین به‌عنوان مرکز سیاسی هند مرکزی ظهور کرد. این شهر پایتخت پادشاهی باستانی اوانتی بود که یکی از شانزده ماهاجاناپادا محسوب می‌شد. در قرن ۱۸ میلادی، رانوژی سندیا، اجین را در سال ۱۷۳۱ میلادی به پایتخت دولت سندیا از اتحاد مراتا تبدیل کرد. اجین تا اوایل قرن نوزدهم، زمانی که انگلیسی‌ها شهر ایندور را برای توسعه انتخاب کردند، مرکز مهمی در سیاست، تجارت و فرهنگ هند مرکزی باقی ماند. این شهر همچنان جایگاه مهمی در زیارت‌های آیین‌های شیوایی، ویشنوایی و شکتی‌گرایی دارد. گفته می‌شود که غسل در رود مقدس شیپرا، گناهان را می‌زداید؛ از این رو، به اجین لقب «شهر موکشاداینی» (رهایی‌بخش) نیز داده‌اند. نام رود شیپرا در کنار رودهای مقدسی چون کاوری، نرمدا، گوداوری و کریشنا قرار دارد.
طبق افسانه‌های پورانایی، اجین به همراه هاریدوار، ناشیک و پرایاگ، یکی از چهار مکانی است که قطراتی از «آمریتا» (اکسیر جاودانگی) از کوزه‌ای که پرنده آسمانی گَروُدا در جریان رویداد اسطوره‌ای «سامودرا مانتانا» (هم‌زدن اقیانوس شیر) حمل می‌کرد، به زمین ریخت.
اجین همچنین در طرح «شهرهای هوشمند» دولت هند به رهبری نخست‌وزیر نارندرا مودی، به‌عنوان یکی از ۱۰۰ شهر منتخب برای توسعه مدرن معرفی شده است.

### تاریخچه

#### دوران پیشاتاریخی
حفاری‌های منطقه «کایاثا» (در حدود ۲۶ کیلومتری اجین) سکونت‌گاه‌های کشاورزی متعلق به دوران مس‌سنگی (چالکولیتیک) مربوط به حدود ۲۰۰۰ پیش از میلاد را آشکار کرده‌اند. در مناطق اطراف اجین مانند ناگدا نیز چنین سایت‌هایی یافت شده، اما در خود اجین، نشانه‌ای از سکونت چالکولیتیک یافت نشده است. باستان‌شناس هندی، اچ. دی. سانکالیا، فرض کرده که سکونت‌گاه‌های چالکولیتیک اجین احتمالاً توسط ساکنان عصر آهن از بین رفته‌اند.
به گفته هرمان کولکه و دیت‌مار روترموند، اوانتی که اجین پایتخت آن بود، یکی از نخستین مراکز تمدنی در هند مرکزی بوده و حدود ۷۰۰ پیش از میلاد نشانه‌هایی از شهرنشینی اولیه در آن دیده شده است. حدود ۶۰۰ سال پیش از میلاد، اجین به‌عنوان مرکز سیاسی، تجاری و فرهنگی فلات مالوا ظهور کرد.
شهر دیوارکشی‌شده‌ی باستانی اجین در اطراف تپه «گَر کالیکا» در ساحل رود کشیپرا قرار داشت. این شهر منطقه‌ای با شکل پنج‌ضلعی نامنظم و وسعت حدود ۰/۸۷۵ کیلومتر مربع را در بر می‌گرفت و با خاکریزهایی به ارتفاع ۱۲ متر احاطه شده بود. بررسی‌های باستان‌شناسی همچنین وجود خندقی به عرض ۴۵ متر و عمق ۶/۶ متر پیرامون شهر را تأیید کرده‌اند. به‌گفته اف. آر. آلچین و جورج اردوزی، این استحکامات بین قرون ششم تا چهارم پیش از میلاد ساخته شده‌اند. دیتِر شلینگ‌لوف بر این باور است که این سازه‌ها حتی پیش از ۶۰۰ پیش از میلاد احداث شده‌اند. این دوره با بناهای سنگی و آجری، ابزارهای آهنی، و ظروف سفالی سیاه و قرمز صیقلی شناخته می‌شود.
طبق متون پورانایی، شاخه‌ای از سلسله افسانه‌ای هایهیا بر اجین حکومت می‌کرده‌اند.

### دوران باستان
در قرن چهارم پیش از میلاد، امپراتور مائوریا، چاندرگوپتا، پادشاهی اوانتی را ضمیمه امپراتوری خود کرد. به گفته برخی منابع، چاندرگوپتا شهر اجین را بنیان نهاد. سنگ‌نوشته‌های آشوکا، نوه او، چهار استان امپراتوری مائوریا را ذکر کرده‌اند که اجین پایتخت استان غربی بوده است. در دوران سلطنت پدرش بیندوسارا، آشوکا به‌عنوان نایب‌السلطنه در اجین خدمت می‌کرد که اهمیت بالای این شهر را نشان می‌دهد. آشوکا در این شهر با «دیوی»، دختر بازرگانی از وِدیساگیری (ویدیشا)، ازدواج کرد. طبق سنت بودایی سینهالی، فرزندان آن‌ها، «ماهندرا» و «سانگهامیترا» که آیین بودا را به سری‌لانکای امروزی آوردند، در اجین متولد شدند.
در دوره مائوریا، آثار باستانی مانند ظروف سیاه صیقلی شمالی، سکه‌های مسی، چاه‌های حلقه‌ای سفالی، و مُهرهای عاجی با کتیبه برهمی از اجین کشف شده‌اند. این شهر به‌دلیل قرارگیری در مسیر تجاری شمال هند به دکن، از جمله مسیر متورا، به مرکز مهم بازرگانی تبدیل شد. همچنین، اجین به مرکز علمی و معنوی مهمی برای سنت‌های جین، بودایی و هندو تبدیل گردید.
در دوره پس از مائوریا، شهر به‌دست سلسله‌های شونگا و سپس ساتاواهانا افتاد. پس از آن، ساتراپ‌های غربی (رور ساکاها) برای کنترل بر اجین با ساتاواهاناها رقابت کردند. پس از سقوط ساتاواهاناها، رورها اجین را از قرن دوم تا قرن دوازدهم میلادی در اختیار داشتند. پس از مائوریان، اجین تحت سلطه سلسله‌ها و امپراتوری‌های مختلفی از جمله شونگاها، ساتراپ‌های غربی، ساتاواهاناها، و گوپتاها قرار گرفت.
در قرون چهارم و پنجم میلادی، اجین یکی از شهرهای مهم امپراتوری گوپتا بود. کالیداسا، شاعر بزرگ کلاسیک هند در قرن پنجم میلادی و در دوران شاه ویکرامادیتیا، در اثر مشهورش «مِغهَدوتا» از شکوه اجین و مردم آن سخن می‌گوید. در قرن ششم میلادی، زائر چینی «هیوان تسانگ» از هند دیدار کرد و از پادشاه اوانتی به‌عنوان فرمانروایی سخاوتمند یاد کرد که به فقرا هدیه می‌داد.
اگر دوست داشتی، ادامه تاریخ معاصر یا اطلاعات فرهنگی و مذهبی بیشتری از اجین رو هم می‌تونم برات ترجمه کنم.

## نگارخانه

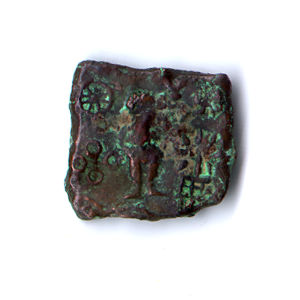